# 內太魯閣
內太魯閣地區是太魯閣地區的一部分，是指住在立霧溪中、上游一帶的太魯閣族生活領域，東起科蘭，西抵中央山脈，此地太魯閣族又稱內太魯閣蕃。
在文獻上稱內太魯閣蕃，太魯閣族人們稱其為「Dgiyaq Truku」，Dgiyaq 意即「山頂」或「內」，故指住在「上太魯閣」的意思。其地主要是在立霧溪中、上游，大部分住在沿溪一帶的臺地、緩坡地。
至大正3年（1914年）時，內太魯閣地區已建於四十餘個部落。